# PROJECT OA
PROJECT OA（プロジェクト・オーエー）は、2004年に結成された日本のギターユニットである。メンバーはゴダイゴの浅野孝巳と、元サザンオールスターズの大森隆志の2人からなる。
それぞれのソロ活動の傍ら、ライブを中心にしていたが、大森が大麻・覚せい剤所持の現行犯で逮捕・起訴されたため、現在は事実上解散状態となっている。
| スタブアイコン | サブスタブ | この項目は、まだ閲覧者の調べものの参照としては役立たない、音楽関係者（バンド等）に関連した書きかけの項目です。この項目を加筆・訂正などしてくださる協力者を求めています（P:音楽/PJ:芸能人）。 |